# Akenatón (ópera)
Akenatón (título original en inglés: Akhnaten) es una ópera con música de Philip Glass, basada en la vida y convicciones religiosas (y políticas) del faraón Akenatón (Amenhotep IV) y su esposa Nefertiti. El libreto es del propio Glass en colaboración con Shalomon Goldman, Robert Israel y Richard Riddell. Fue estrenada por la Ópera de Stuttgart el 24 de marzo de 1984. Nuevas representaciones tienen lugar en 2016, 2018 y 2019. 
El compositor termina con esta obra una trilogía de óperas biográficas; las otras dos son: Einstein on the Beach y Satyagraha. Las tres presentan a los personajes como artífices de un cambio importante en la época en la que vivieron: Akenatón en la religión, 
Einstein en la ciencia y Gandhi en la política.
El texto fue creado con fuentes de la época e incluyen partes tomadas de un poema del propio Akenatón, del Libro de los Muertos y de decretos y cartas del período Amarna. Algunos textos están en lengua acadia (ver Acad) y hebreo antiguo.
Estas partes son interpretadas en el idioma original, y se intercalan con comentarios de un narrador en idiomas modernos, originalmente en inglés, pero que pueden ser traducidos al idioma del público. El aria de Akenatón del Acto II, que recita un Himno a Atón, también debe cantarse en el idioma del lugar donde se represente la obra.
Es una obra en tres actos, ambientados en el año 1 en Tebas, en los años 5 a 15 en Tebas y Ajetatón y en el año 17 en Ajetatón, con un epílogo en el presente.
En 2014, fragmentos instrumentales de esta composición fueron utilizados como banda sonora de la película Leviathan.